# 里金斯 (密西西比州)
里金斯（英語：Riggins）是位於美國密西西比州門羅縣的非建制地區。

## 歷史
里金斯的郵局於1886年設立，其後於1906年停運。當地於1900年時有人口22人。

## 地理
里金斯所處的海拔為高於海平面151米（即495英呎），而該地所採用的時區為UTC-6，即北美中部時區（CST）。同時該地設有夏令時間，為UTC-6調快一小時，即UTC-5（CDT）。